# Élections régionales de 2010 en Vénétie
Les élections régionales de 2010 en Vénétie (en italien : Elezioni regionali del 2010 in Veneto) ont eu lieu le 29 mars 2010 afin d'élire le président et les conseillers de la IXe législature du conseil régional de Vénétie pour un mandat de cinq ans.

## Système électoral

Région de Vénétie.

La Vénétie est une région italienne à statut simple. 
Le conseil régional ainsi que son président sont élus simultanément pour cinq ans au suffrage universel direct. Les 60 conseillers sont élus au scrutin proportionnel plurinominal avec listes ouvertes, panachage, vote préférentiel et seuil électoral de 3 %, tandis que le président est élu au scrutin uninominal majoritaire à un tour. Ce dernier se présente obligatoirement en tant que candidat d'une liste en lice pour le conseil régional, ce qui interdit de fait les candidatures sans étiquettes.
La liste du président élu reçoit d'emblée une prime majoritaire de 6 sièges lui assurant la majorité absolue. Les sièges sont ensuite repartis à la proportionnelle aux différentes listes ayant franchi le seuil électoral, et à leurs candidats en fonction des votes préférentiels qu'ils ont recueillis. Le seuil de 3 % n'est pas pris en compte pour les listes se présentant au sein d'une coalition ayant elle-même franchie un seuil relevé à 5 %. Par ailleurs, le candidat arrivé en deuxième place de l'élection pour la présidence devient de droit membre du conseil, ce qui porte le total de conseillers à 60.

### Modalités
L'électeur vote sur un même bulletin pour un candidat à la présidence et pour la liste d'un parti. Il a la possibilité d'exprimer ce vote de plusieurs façons.
- Soit voter uniquement pour une liste, auquel cas son vote s'ajoute également à ceux pour le candidat à la présidence soutenu par la liste. Il a également la possibilité d'exprimer un vote préférentiel pour deux candidats de son choix sur la liste en écrivant leurs noms. Il ne doit dans ce cas pas écrire les noms de deux candidats de même sexe, ni un seul nom.

- Soit ne voter que pour un candidat à la présidence, auquel cas son vote n'est pas étendu à sa liste.

- Soit préciser son vote pour un candidat et son vote pour une liste. Contrairement à plusieurs autres régions italiennes, l'électeur peut effectuer un panachage en choisissant un candidat à la présidence et une liste ne faisant pas partie de celles soutenant le candidat choisi[1].

### Répartition des sièges
| Provinces                                      | Sièges | +/-           |  |
| Belluno                                        | 3      | 1             |  |
| Padoue                                         | 10     | 2             |  |
| Rovigo                                         | 3      | 1             |  |
| Trévise                                        | 8      | 1             |  |
| Venise                                         | 10     | 3             |  |
| Vérone                                         | 11     | 3             |  |
| Vicence                                        | 8      | 1             |  |
| Candidats à la présidence et prime majoritaire | 7      | 6             |  |
| Total                                          | 60     | en stagnation |  |

## Résultats
|                        |                            |            |            |                      |                                   |                           |           |         |               |               |               |       |  |
| Présidence             | Présidence                 | Présidence | Présidence | Présidence           | Conseil                           | Conseil                   | Conseil   | Conseil | Conseil       | Conseil       | Conseil       | Total |  |
| Candidats              | Candidats                  | Votes      | %          | Élus                 | Partis                            | Partis                    | Votes     | %       | +/-           | Sièges        | +/-           | Total |  |
|                        | Luca Zaia (LN)             | 1 528 382  | 60,16      | 6                    |                                   | Ligue du Nord (LN)        | 788 581   | 35,16   | 20,51         | 18            | 11            |       |  |
|                        | Luca Zaia (LN)             | 1 528 382  | 60,16      | 6                    | Le Peuple de la Liberté (PdL)     | 555 006                   | 24,74     | 6,05    | 13            | 3             |               |       |  |
|                        | Luca Zaia (LN)             | 1 528 382  | 60,16      | 6                    | Liste commune AdC-DC              | 18 115                    | 0,81      | Nv.     | —             | en stagnation |               |       |  |
| Total Centre-droit     | Total Centre-droit         | 1 528 382  | 60,16      | 6                    | 1 361 702                         | 60,71                     | 7,43      | 31      | 4             | 37            |               |       |  |
|                        | Giuseppe Bortolussi (Ind.) | 738 763    | 29,08      | 1                    |                                   | Parti démocrate (PD)      | 456 309   | 20,34   | 3,96          | 14            | 1             |       |  |
|                        | Giuseppe Bortolussi (Ind.) | 738 763    | 29,08      | 1                    | Italie des valeurs (IdV)          | 119 396                   | 5,32      | 4,04    | 3             | 3             |               |       |  |
|                        | Giuseppe Bortolussi (Ind.) | 738 763    | 29,08      | 1                    | Fédération de la gauche (FdS)     | 35 028                    | 1,56      | 3,45    | 1             | 1             |               |       |  |
|                        | Giuseppe Bortolussi (Ind.) | 738 763    | 29,08      | 1                    | Liste commune SEL-PSI             | 27 578                    | 1,23      | Nv.     | —             | en stagnation |               |       |  |
|                        | Giuseppe Bortolussi (Ind.) | 738 763    | 29,08      | 1                    | IDEA - Non au nucléaire (av. FdV) | 15 097                    | 0,67      | 2,33    | —             | 1             |               |       |  |
|                        | Giuseppe Bortolussi (Ind.) | 738 763    | 29,08      | 1                    | Ligue pour la Vénétie autonome    | 4 390                     | 0,20      | Nv.     | —             | en stagnation |               |       |  |
| Total Centre-gauche    | Total Centre-gauche        | 738 763    | 29,08      | 1                    | 657 798                           | 29,33                     | 11,06     | 18      | en stagnation | 19            |               |       |  |
|                        | Antonio De Poli (UdC)      | 162 236    | 6,39       | —                    |                                   | Union de centre (UdC)     | 110 417   | 4,92    | 1,49          | 3             | en stagnation |       |  |
|                        | Antonio De Poli (UdC)      | 162 236    | 6,39       | —                    | Union du Nord-Est                 | 34 697                    | 1,55      | 3,90    | 1             | 1             |               |       |  |
| Total Centre           | Total Centre               | 162 236    | 6,39       | —                    | 145 114                           | 6,47                      | Nv.       | 4       | 4             | 4             |               |       |  |
|                        | David Borrelli             | 80 246     | 3,16       | —                    |                                   | Mouvement 5 étoiles (M5S) | 57 848    | 2,58    | Nv.           | 0             | en stagnation | 0     |  |
|                        | Silvano Polo               | 12 891     | 0,51       | —                    |                                   | Vénétie indépendante      | 7 879     | 0,35    | Nv.           | 0             | en stagnation | 0     |  |
|                        | Paolo Caratossidis         | 9 151      | 0,36       | —                    |                                   | Forza Nuova (FN)          | 6 476     | 0,29    | Nv.           | 0             | en stagnation | 0     |  |
|                        | Gianluca Panto             | 9 066      | 0,36       | —                    |                                   | Parti national vénète     | 6 226     | 0,28    | Nv.           | 0             | en stagnation | 0     |  |
|                        |                            |            |            |                      |                                   |                           |           |         |               |               |               |       |  |
| Votes valides          | Votes valides              | 2 540 735  | 96,56      |                      | Votes valides                     | Votes valides             | 2 243 043 | 85,24   |               |               |               |       |  |
| Votes blancs et nuls   | Votes blancs et nuls       | 90 835     | 3,45       | Votes blancs et nuls | Votes blancs et nuls              | 388 527                   | 14,76     |         |               |               |               |       |  |
| Total candidats        | Total candidats            | 2 631 570  | 100        | 7                    | Total partis                      | Total partis              | 2 631 570 | 100     | -             | 53            | 6             | 60    |  |
| Abstentions            | Abstentions                | 1 330 702  | 33,58      |                      |                                   |                           |           |         |               |               |               |       |  |
| Inscrits/Participation | Inscrits/Participation     | 3 962 272  | 66,42      |                      |                                   |                           |           |         |               |               |               |       |  |